# David Puttnam

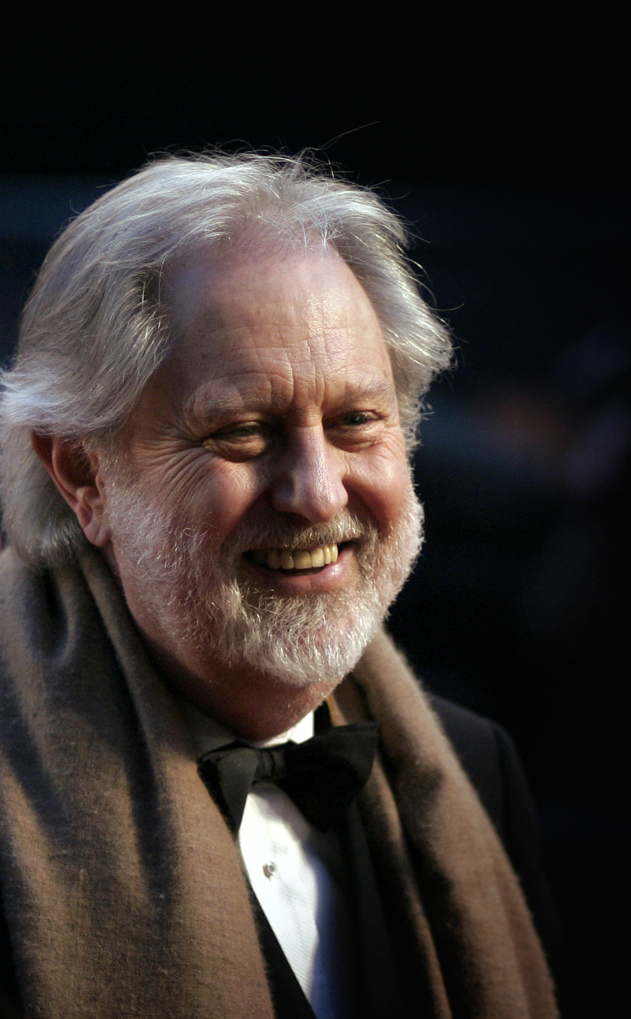
David Puttnam (Februar 2007)

David Terrence Puttnam, Baron Puttnam Kt CBE RSA (* 25. Februar 1941 in Chelsea, London, England) ist ein britischer ehemaliger Filmproduzent, gegenwärtiger Politiker und Life Peer.

## Leben

### Frühes Leben
David Puttnam wurde in eine Arbeiterfamilie hineingeboren und war als Kind Schüler der Broomfield School im London Borough of Enfield. Puttnams Karriere begann zu Beginn der 1960er Jahre als Fotograf in London; später avancierte er zum Agenten des ebenfalls als Fotograf tätigen David Bailey.

### Filmkarriere
1968 wechselte Puttnam zum Medium Film und begann als Filmproduzent zu arbeiten. Sein Debüt als Filmproduzent, die Filmkomödie The Wild, Wild World of Jayne Mansfield, erwies sich als wenig erfolgreich, ebenso die rund 10 Fernsehfilme, die Puttnam zu Beginn der 1970er Jahre produzierte. Sein erster Erfolg stellte sich 1976 mit der Produktion von Bugsy Malone ein, gefolgt vom 1977 produzierten Film Die Duellisten, der seinerzeit das Regiedebüt von Ridley Scott war. Gekrönt wurde seine Karriere 1982 mit dem Oscar in der Kategorie Bester Film für seinen ein Jahr zuvor produzierten Film Die Stunde des Siegers. Puttnam wurde von 1979 bis 1987 insgesamt viermal für den Oscar nominiert. Seine Karriere als Filmproduzent währte bis 1999; sein letzter Film war das Filmdrama My Life So Far mit Colin Firth und Rosemary Harris als Hauptdarsteller.
Parallel zu seiner Tätigkeit als Filmproduzent war Puttnam auch als CEO und Chef einiger Produktionsgesellschaften tätig, darunter von Juni 1986 bis September 1987 bei Columbia Pictures. Auch setzte er sich in Hollywood für europäische Filmemacher ein, darunter Bernardo Bertolucci und Doris Dörrie.

### Politische Karriere
David Puttnam förderte auch Jugendliche und leitete viele Jahre als Direktor die National Film and Television School in Beaconsfield. 2002 wurde er zum britischen Vorsitzenden des Kinderhilfswerks UNICEF ernannt.
Von 1997 bis 2007 war David Puttnam Kanzler der University of Sunderland. 2006 wurde er zum Kanzler der Open University gewählt.

### Adel und Familie
Puttnam wurde 1982 zum Commander des Order of the British Empire (CBE) ernannt. 1995 schlug ihn Elisabeth II. zum Knight Bachelor. Danach durfte er sich Sir David Puttnam nennen. 1997 wurde er als Baron Puttnam, of Queensgate in the Royal Borough of Kensington and Chelsea, in den Stand eines Life Peer erhoben und erhielt damit einen Sitz im House of Lords. Seither ist er als Lord Puttnam bekannt.
David Puttnam ist seit 1961 verheiratet und hat mit seiner Frau Patricia Mary Jones zwei Kinder. Sein Sohn Sacha Puttnam (* 1966) ist Musiker und Komponist.

## Filmografie
- 1974: Mahler (Mahler)
- 1976: Bugsy Malone (Bugsy Malone)
- 1977: Die Duellisten (The Duellists)
- 1978: 12 Uhr nachts – Midnight Express (Midnight Express)
- 1980: Jeanies Clique (Foxes)
- 1981: Die Stunde des Siegers (Chariots of Fire)
- 1983: Local Hero (Local Hero)
- 1984: The Killing Fields – Schreiendes Land (The Killing Fields)
- 1986: Mission (The Mission)
- 1990: Memphis Belle (Memphis Belle)
- 1991: Zauber der Venus (Meeting Venus)

## Auszeichnungen (Auswahl)
- 1982: Oscar/Bester Film, für: Die Stunde des Siegers (Chariots of Fire)
  - 1979: Oscar-Nominierung, Bester Film, für: 12 Uhr nachts – Midnight Express (Midnight Express)
  - 1985: Oscar-Nominierung, Bester Film, für: The Killing Fields – Schreiendes Land (The Killing Fields)
  - 1987: Oscar-Nominierung, Bester Film, für: Mission (The Mission)

- 1982: BAFTA Award, für: Die Stunde des Siegers (Chariots of Fire)
- 1982: BAFTA Award – Michael Balcon Award
- 1985: BAFTA Award, für: The Killing Fields – Schreiendes Land (The Killing Fields)
- 2006: Ehrenpreis der British Academy of Film and Television Arts (BAFTA)

- 1983: London Critics Circle Film Awards: Special Achievement Award, für seine Verdienste um den britischen Film